# Baron Dudley

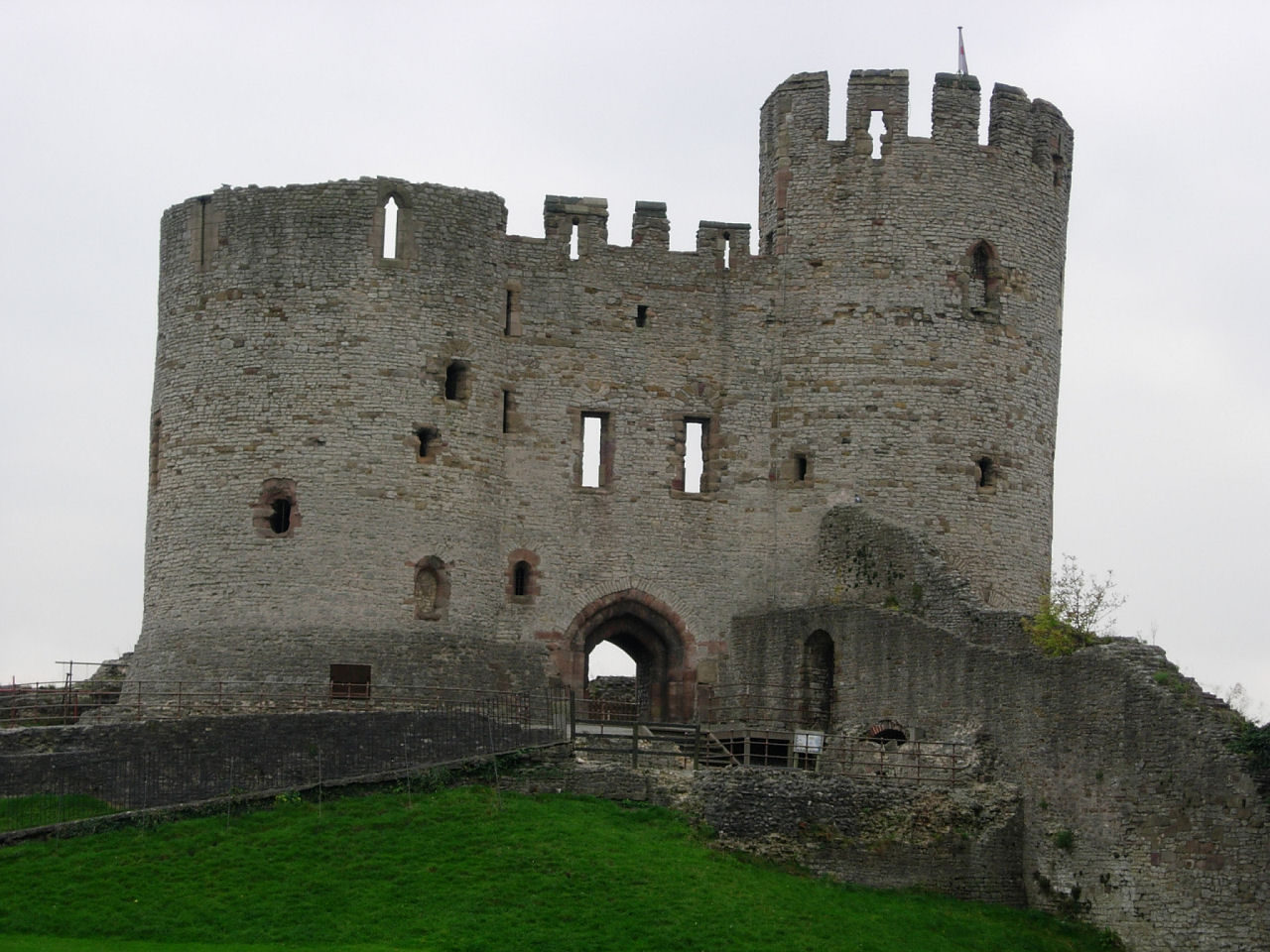
Vestiges du château de Dudley.

Baron Dudley est un titre de la pairie d'Angleterre. Il a été créé vers 1440 pour John Sutton, un soldat qui a servi en tant que Lord-lieutenant d'Irlande. Le titre est resté dans la famille Sutton jusqu'au XVIIe siècle, lorsque Frances Sutton, l'héritière présomptive du titre, a épousé Humble Ward, qui a reçu le titre de baron Ward en 1644. Leurs héritiers héritèrent des deux titres jusqu'en 1740, date à laquelle les différentes règles de succession firent que la baronnie de Dudley revint à Ferdinando Dudley Lea, qui devint le 11e baron, tandis que la baronnie de Ward revint à John Ward, qui devint plus tard 1er vicomte de Dudley et Ward. À la mort de Ferdinando en 1757, le titre est tombé en déshérence. Le titre a été rétabli en 1916.

## Histoire
Baron Dudley est un titre de la pairie d'Angleterre. Il a été créé vers 1440 pour John Sutton, un soldat qui a servi en tant que Lord-lieutenant d'Irlande. Selon le Debrett's Peerage and Baronetage, il fait son entrée au Parlement en tant que Johanni de Sutton de Duddeley militi, ce qui lui valut le titre de Baron Dudley. Le titre est parfois appelé « Baron Sutton de Dudley ». La pairie a été créée par décret (en), ce qui signifie qu'elle peut descendre à la fois par des lignées masculines et féminines.
En effet, son ancêtre John Sutton (mort en 1359) avait obtenu une assignation au Conseil le 25 février 1342, mais ni lui, ni son fils (mort vers 1370), ni son petit-fils (mort le 10 mars 1396), ni son arrière-petit-fils (en) (tous appelés John Sutton de Dudley) n'ont été cités à comparaître de sorte qu'ils ne peuvent probablement pas être considérés comme des pairs.
L'arrière-petit-fils de Lord Dudley, le 3e baron, s'endette gravement et perd le siège familial du château de Dudley (en) au profit de son cousin John Dudley, 1er duc de Northumberland. Il est connu sous le nom de Lord Quondam (« Ancien Lord »). Cependant, le château de Dudley et les autres domaines familiaux sont restitués à son fils, le 4e baron. Son fils Edward, 5e baron, lui succède et, comme son grand-père, s'endette lourdement. Pour éponger ses dettes, sa petite-fille et héritière, Frances (en), est mariée à Sir Humble Ward (en), le fils d'un riche bijoutier. Frances devient la sixième détentrice du titre. En 1644, son mari Humble Ward est créé « Baron Ward », de Birmingham dans le Warwickshire, par lettres patentes.
Leur fils, respectivement 7e et 2e baron, leur succède. À la mort, en 1740, du petit-fils de ce dernier, le 10e baron Dudley et 5e baron Ward, les deux titres se séparent. La baronnie de Ward, qui ne pouvait être héritée que par des hommes, est transmise au 6e baron, parent du défunt (voir le comte de Dudley pour l'histoire ultérieure de ce titre). La baronnie de Dudley est héritée par le neveu du baron, Ferdinando Dudley Lea, 11e baron Dudley (en). Il est le fils de France, sœur du 10e baron, et de son mari William Lea. Cependant, à la mort de Ferdinando en 1757, la pairie tombe en abeyance (en) entre ses sœurs, et le reste pendant 159 ans. En 1869; Bernard Burke, qui a effectué des recherches sur certains des cohéritiers du titre pendant la période de déshérence, a écrit à propos de la baronnie : « où pouvons-nous trouver un contraste plus frappant que cette triste histoire de la baronnie de Dudley ? L'histoire de célèbre titre parlerait, dans son premier chapitre, de chevalerie, d'exploits guerriers et d'hospitalité magnifique dans l'ancien château d'où la baronnie tire son nom. Le dernier chapitre raconterait l'histoire du fermier de Halesowen, de l'employé du bureau de douane et du douanier, tous résidant à proximité de ce même château ».
En 1916, l'abeyance s'achève en faveur de Ferdinando Dudley William Lea Smith, qui devient le 12e baron. Il est l'arrière-arrière-petit-fils d'Anne, sœur du 11e baron, et de son mari William Smith. En 2010, le titre est détenu par son petit-fils, le 15e baron, qui succède à sa mère en 2002 (qui avait elle-même succédé à son jeune frère).
Les détenteurs du titre (jusqu'en 1740) étaient les propriétaires du château de Dudley (en) et d'un vaste domaine autour de celui-ci, comprenant les manoirs de Dudley, Sedgley (en), Kingswinford et Rowley Somery à Rowley Regis. Au XVIe siècle, leur résidence principale était Himley Hall (en). À la mort du 10e baron en 1740, la baronnie de Dudley est transmise à un héritier de sexe féminin (voir ci-dessus), tandis que les principaux domaines suivent la baronnie de Ward et sont transmis à un cousin. Toutefois, certains des domaines parmi les plus récemment acquis passent avec le titre de Lord Dudley à Ferdinando Dudley Lea, 11e baron Dudley, déjà cité.
Le nom de famille des cinq premiers barons était officiellement Sutton, mais dans la pratique, ils semblent avoir toujours été appelés Dudley. Dans les titres de propriété et autres documents officiels, le nom de famille apparaît souvent comme « Sutton autrement Dudley ».

## Prédécesseurs
- John de Sutton II (en) (1310–1359), fait son entrée au Conseil en 1342 en tant que 1er baron Sutton de Dudley
- Sir John de Sutton III (en) (1338 – vers 1370)
- Sir John de Sutton IV (en) (1361–1396)
- Sir John de Sutton V (en) (1380–1406)

## Barons Dudley (1440)
- John Sutton (1er baron Dudley) (1400–1487)
- Edward Sutton (2e baron Dudley) (en) (1459–1532)
- John Sutton (3e baron Dudley) (vers 1495 – 1553)
- Edward Sutton (4e baron Dudley) (en) (mort en 1586)
- Edward Sutton (5e baron Dudley) (1567–1643)
- Frances Ward (6e baronne Dudley) (en) (1611–1697)
- Edward Ward (7e baron Dudley, 2e baron Ward) (en) (1631-1701)
- Edward Ward (8e baron Dudley, 3e baron Ward) (en) (1683–1704)
- Edward Ward (9e baron Dudley, 4e baron Ward) (en) (1704–1731)
- William Ward (10e baron Dudley, 5e baron Ward) (en) (1685-1740)
- Ferdinando Dudley Lea (11e baron Dudley) (en) (1710–1757) (abeyant en 1757)
- Ferdinando Dudley William Lea Smith, 12e baron Dudley (1872–1936) (abeyance achevée en 1916)
- Ferdinando Dudley Henry Lea Smith, 13e baron Dudley (1910–1972)
- Barbara Hamilton (14e baronne Dudley) (en) (1907–2002)
- Jim Anthony Hill Wallace, 15e baron Dudley (1930–2002)
- Jeremy William Guilford Wallace, 16e baron Dudley (né en 1964)

L'héritier apparent est le fils de l'actuel titulaire, l'honorable Dominic Matthew Wallace (né en 1997).